# لیک شمالی
لیک شمالی (به لاتین: Northern Liech) یک ایالت در سودان جنوبی است که مرکز بنتیو است.

## خصوصیات
لیک شمالی ۵۶۱٬۲۴۰ نفر جمعیت دارد.